# ردکلیف آن ترنت
ردکلیف آن ترنت (به انگلیسی: Radcliffe-on-Trent) یک روستا و محله مدنی در بریتانیا است که در راشکلف واقع شده‌است. ردکلیف آن ترنت  ۸٬۲۰۵ نفر جمعیت دارد.